# Chrysanthemen-Tee

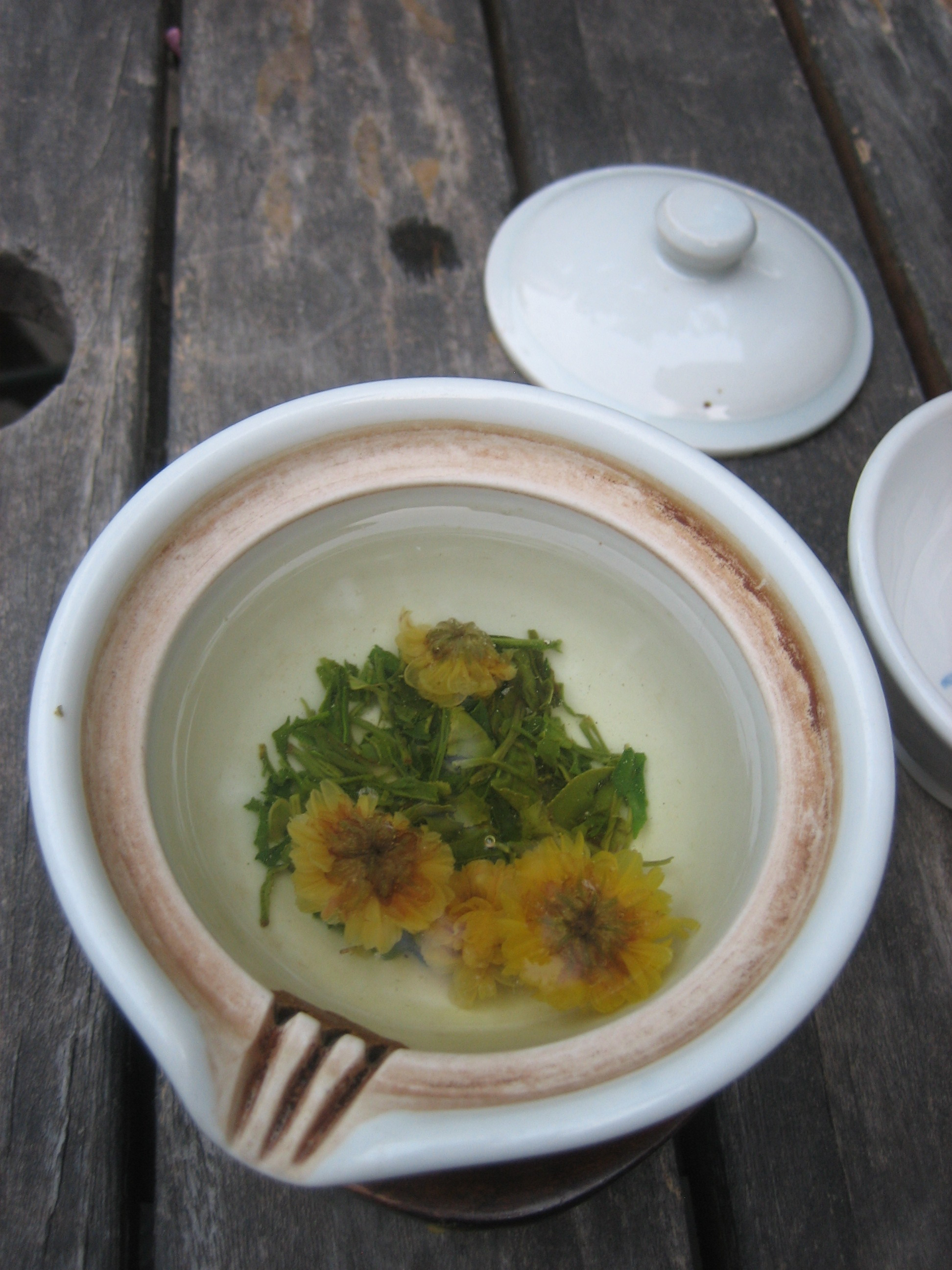
Chrysanthemen-Tee

Chrysanthemen-Tee (chinesisch 菊花茶, Pinyin júhuā chá) ist ein aus gebrühten Blüten zubereitetes Aufgussgetränk aus Chrysanthemenblüten der Herbst- oder Garten-Chrysantheme, die in Ostasien am beliebtesten ist, vor allem in China. Obwohl es hunderte Arten gibt, wird nur eine als Tee verwendet. Der beste Tee soll aus dem Gebiet Hangzhou kommen.
Chrysanthemen-Tee wurde zum ersten Mal während der Song-Dynastie (960–1279) getrunken. Er findet auch Verwendung in der Traditionellen Chinesischen Medizin und wird zur Gesundheitsvorsorge, gegen Erkältungen und virale Infektionen sowie als Entspannungsmittel eingesetzt.
Zur Herstellung des Tees werden Chrysanthemenblüten (meist getrocknet) in einer Teekanne, Tasse oder einem Glas in heißes Wasser getaucht. Dieses sollte nach dem Kochen auf 90 bis 95 Grad Celsius abgekühlt sein. Oft wird Kandis oder Rohrzucker hinzugefügt und gelegentlich auch Wolfsbeeren. Das resultierende Getränk ist transparent, reicht in seinem Aussehen von blass bis hellgelb und hat ein blumiges Aroma. In der chinesischen Tradition wird, sobald eine Kanne Chrysanthemen-Tee getrunken ist, typischerweise noch einmal heißes Wasser zu den Blüten im Topf hinzugegeben. Dies ergibt einen Tee, dessen Wirkung etwas milder ist. Dieser Aufgussprozess wird oft mehrmals wiederholt.

## Varianten
Für den Tee werden mehrere Sorten von Chrysanthemen verwendet, in der Farbe von weiß bis blass oder leuchtend gelb, welche sind:
- Huángshān Gòngjú (黄山贡菊), wörtlich „Gelber Berg Tribut Chrysantheme“; auch einfach Gòngjú (贡菊) genannt
- Hángbáijú (杭白菊), ursprünglich aus Tongxiang, in der Nähe von Hangzhou, auch einfach Hángjú, (杭菊) genannt
- Chújú (滁菊), ursprünglich aus dem Bezirk Chuzhou von Anhui
- Bójú (亳菊), ursprünglich aus dem Bezirk  Bozhou von Anhui

Die Chrysantheme wird in Thailand als Kek-huai bezeichnet, was von Kiok-Hoe auf Min Nan abstammt. In Tamilisch wird sie Saamandhi genannt.
Von diesen sind die ersten beiden Sorten – Huángshān Gòngjú und Hángbáijú – am beliebtesten. Einige der Sorten verfügen über einen auffällig gelben Blumenkopf, während andere diesen nicht haben.

## Medizinische Anwendung

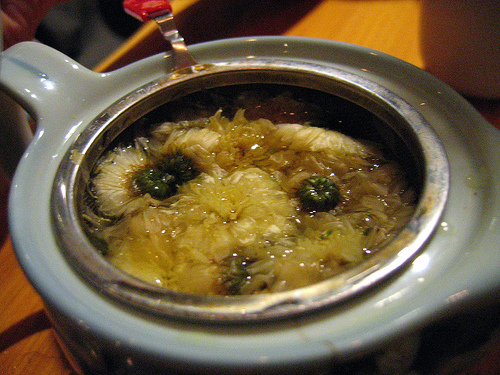
Chrysanthemen-Tee

Der Chrysanthemen-Tee soll medizinischen Nutzen haben, unter anderem hilft er gegen Grippe, Akne und als „kühlendes Kraut.“ Nach der Traditionellen Chinesischen Medizin kann der Tee dabei helfen Halsschmerzen vorzubeugen und Fieber zu reduzieren. In Korea ist er bekannt dafür, dass er Menschen hilft, aufmerksamer zu sein, und wird oft als Stärkungsmittel verwendet, damit die Trinker wacher bleiben. In der westlichen Kräutermedizin wird der Chrysanthemen-Tee getrunken oder als Kompresse benutzt, um Durchblutungsstörungen zu behandeln, wie Krampfadern und Arteriosklerose.
In der Traditionellen Chinesischen Medizin wird der Chrysanthemen-Tee auch verwendet, um die Leber zu reinigen und die Augen klarer werden zu lassen. Es wird angenommen, dass er bei der Behandlung von Augenschmerzen, die mit Stress oder Yin/Flüssigkeitsmangel assoziiert sind, wirksam ist. Der Tee wird auch zur Behandlung von unscharfem Sehen, Flecken vor den Augen, verminderter Sicht und Schwindel angewendet. Die Leber steht in der Traditionellen Chinesischen Medizin im Zusammenhang mit dem Element Holz, das die Augen kontrolliert, und wird mit Ärger, Stress und damit verbundenen Emotionen in Zusammenhang gebracht.

## Handelsverfügbarkeit
Obwohl der Chrysanthemen-Tee in der Regel zu Hause zubereitet wird, ist er in vielen asiatischen Restaurants auch als Getränk zu erhalten (vor allem in chinesischen). Er kann auch bei verschiedenen Getränkestellen in Ostasien sowie in asiatischen Lebensmittelläden außerhalb Asiens in Dosen oder in verpackter Form (als ganze Blüten oder in Teebeuteln) erworben werden. Aufgrund seines medizinischen Wertes wird er auch in Naturkostläden oder an Orten Traditioneller Chinesischer Medizin angeboten, doch oft mit anderen Zutaten gemischt.